# Sergio Buso
Sergio Buso (Padova, 3 aprile 1950 – Taranto, 24 dicembre 2011) è stato un calciatore e allenatore di calcio italiano, di ruolo portiere.
Veniva soprannominato "Buster Keaton" a causa della sua somiglianza con l'attore americano.

## Caratteristiche tecniche
Era piuttosto abile nell'opporsi ai calci di rigore.
Fu uno dei pochi portieri a riuscire a parare un rigore a Gigi Riva.

## Carriera

### Giocatore
Ha giocato come portiere in numerose squadre italiane, su tutte da ricordare il Padova con cui ha debuttato tra i professionisti nel 1968. Ha poi giocato per il Bologna, disputando peraltro la Coppa delle Coppe e la Mitropa Cup e vincendo la Coppa Italia 1973-74, poi è passato al Cagliari nella stagione (1975-1976) con la prima retrocessione dei sardi in Serie B e dell'addio al calcio giocato di Gigi Riva, poi con il Pisa con cui ha conquistato una promozione in massima serie, rimanendo comunque in Toscana come secondo portiere per altre due stagioni in A senza però mai scendere in campo.

Buso in azione al Bologna nel 1974, in anticipo sul doriano Maraschi

In carriera ha totalizzato complessivamente 48 presenze in Serie A e 87 in Serie B. Buso ha giocato una partita con la nazionale italiana Under 23 nel 1974 (Olanda-Italia 3-2).

### Allenatore
Appesi gli scarpini al chiodo dopo l'esperienza alla Lucchese, nel 1987 intraprende la carriera da allenatore come vice proprio nella squadra di Lucca. Allenatore poi del Trento e vice, allenatore di Primavera e giovanili con: Taranto, Modena e Foggia. Nel 1995 arrivò la svolta diventando collaboratore di Renzo Ulivieri al Bologna e contribuendo alla scalata dalla Serie B all'Intertoto. Nel 1999 sostituì Carlo Mazzone e guidò per poco tempo la prima squadra fino all'arrivo di Francesco Guidolin. Maestro di tattica, fu lui a svezzare un giovane Walter Mazzarri agli esordi della sua carriera di allenatore come tecnico della Primavera dei felsinei. Il presidente rossoblu Giuseppe Gazzoni Frascara lo definì "la Treccani del calcio", per la sua competenza enciclopedica. Tornato al Taranto questa volta come allenatore della prima squadra, guida la compagine jonica per l'intero girone d'andata, ma il 14 gennaio 2001 dopo una sconfitta in trasferta contro il Gela viene sollevato dall'incarico e sostituito da Massimo Silva.
È stato poi preparatore dei portieri al Venezia di Cesare Prandelli nel 2001, vice di Franco Colomba al Napoli nel 2002-2003, seguendolo alla Reggina, la stagione successiva, dove ricoprì l'incarico di allenatore in seconda e Preparatore dei portieri anche con l'arrivo di Giancarlo Camolese a campionato in corso. Nel 2004-2005 divenne allenatore dei portieri della Fiorentina, dove venne poi promosso alla guida della prima squadra sostituendo Emiliano Mondonico a partire dall'ottava giornata; dopo quattro sconfitte in cinque gare rimediate contro Atalanta, Lazio, Roma e Cagliari, venne sostituito da Dino Zoff. Nel 2005 è stato allenatore del Catanzaro, venendo sostituito da Vincenzo Guerini a stagione in corso.
Il 22 luglio 2006 viene chiamato dal nuovo commissario tecnico della Nazionale di calcio italiana, Roberto Donadoni, ad entrare nello staff azzurro come vice allenatore, in particolare con incarichi di collaboratore tattico. Con questo nuovo incarico Buso fu costretto a lasciare la nuova avventura a Bologna dopo poco più di un mese. L'esperienza azzurra di Buso è finita con il concludersi del lavoro di Donadoni come CT nel giugno 2008. È stato il vice di Donadoni anche al Napoli nel campionato 2008-2009 e nel 2009-2010.
Per Donadoni aveva continuato a lavorare anche durante l'estate del 2011 nonostante fosse malato da tempo di una grave forma di leucemia. A causa dell'aggravarsi della malattia, è deceduto il 24 dicembre dello stesso anno, all'età di 61 anni, a Taranto, città natale della moglie Sonia, dalla quale aveva avuto due figlie, Silvia e Giulia. I funerali si sono tenuti il 26 dicembre a Taranto nella Chiesa di S. Egidio, nel quartiere Tramontone, stracolma di gente dove, oltre a Roberto Donadoni e Renzo Ulivieri, hanno anche presenziato calciatori, assistenti e dirigenti del Taranto del presente e del passato.
Riposa, nella cappella di famiglia, al cimitero "Santa Maria porta del Cielo" di Talsano, frazione del comune di Taranto.

## Statistiche

### Statistiche da allenatore
| Stagione            | Squadra         | Campionato      | Campionato | Campionato | Campionato | Campionato | Coppe nazionali | Coppe nazionali | Coppe nazionali | Coppe nazionali | Coppe nazionali | Coppe continentali | Coppe continentali | Coppe continentali | Coppe continentali | Coppe continentali | Altre coppe | Altre coppe | Altre coppe | Altre coppe | Altre coppe | Totale | Totale | Totale | Totale | % Vittorie | Piazz.      |
| Stagione            | Squadra         | Comp            | G          | V          | N          | P          | Comp            | G               | V               | N               | P               | Comp               | G                  | V                  | N                  | P                  | Comp        | G           | V           | N           | P           | G      | V      | N      | P      | %          | Piazz.      |
| ------------------- | --------------- | --------------- | ---------- | ---------- | ---------- | ---------- | --------------- | --------------- | --------------- | --------------- | --------------- | ------------------ | ------------------ | ------------------ | ------------------ | ------------------ | ----------- | ----------- | ----------- | ----------- | ----------- | ------ | ------ | ------ | ------ | ---------- | ----------- |
| 1993-mag. 1994      | Trento          | C2              | 30         | 4          | 16         | 10         | CI-C            | 4               | 1               | 0               | 3               | -                  | -                  | -                  | -                  | -                  | -           | -           | -           | -           | -           | 34     | 5      | 16     | 13     | 14,71      | Esonerato   |
| lug.-nov. 1999      | Bologna         | A               | 7          | 1          | 4          | 2          | CI              | 1               | 1               | 0               | 0               | CU                 | 1                  | 0                  | 1                  | 0                  | -           | -           | -           | -           | -           | 9      | 2      | 5      | 2      | 22,22      | Esonerato   |
| 2000-gen. 2001      | Taranto         | C2              | 18         | 7          | 8          | 3          | CI-C            | 4               | 0               | 2               | 2               | -                  | -                  | -                  | -                  | -                  | -           | -           | -           | -           | -           | 22     | 7      | 10     | 5      | 31,82      | Esonerato   |
| dic. 2002           | Napoli          | B               | 1          | 0          | 1          | 0          | CI              | -               | -               | -               | -               | -                  | -                  | -                  | -                  | -                  | -           | -           | -           | -           | -           | 1      | 0      | 1      | 0      | &0,00      | Sub., Eson. |
| nov. 2003           | Reggina         | A               | 1          | 0          | 1          | 0          | CI              | -               | -               | -               | -               | -                  | -                  | -                  | -                  | -                  | -           | -           | -           | -           | -           | 1      | 0      | 1      | 0      | &0,00      | Sub., Eson. |
| ott. 2004-gen. 2005 | Fiorentina      | A               | 13         | 4          | 4          | 5          | CI              | 2               | 2               | 0               | 0               | -                  | -                  | -                  | -                  | -                  | -           | -           | -           | -           | -           | 15     | 6      | 4      | 5      | 40,00      | Sub., Eson. |
| lug.-ott. 2005      | Catanzaro       | B               | 13         | 2          | 2          | 9          | CI              | 1               | 0               | 0               | 1               | -                  | -                  | -                  | -                  | -                  | -           | -           | -           | -           | -           | 14     | 2      | 2      | 10     | 14,29      | Esonerato   |
| Totale carriera     | Totale carriera | Totale carriera | 83         | 18         | 36         | 29         |                 | 12              | 4               | 2               | 6               |                    | 1                  | 0                  | 1                  | 0                  |             |             |             |             |             | 96     | 22     | 39     | 35     | 22,92      |             |

## Palmarès

### Giocatore

#### Competizioni nazionali
- Coppa Italia: 1

Bologna: 1973-1974
- Serie C2: 1

Lucchese: 1985-1986